# Thales

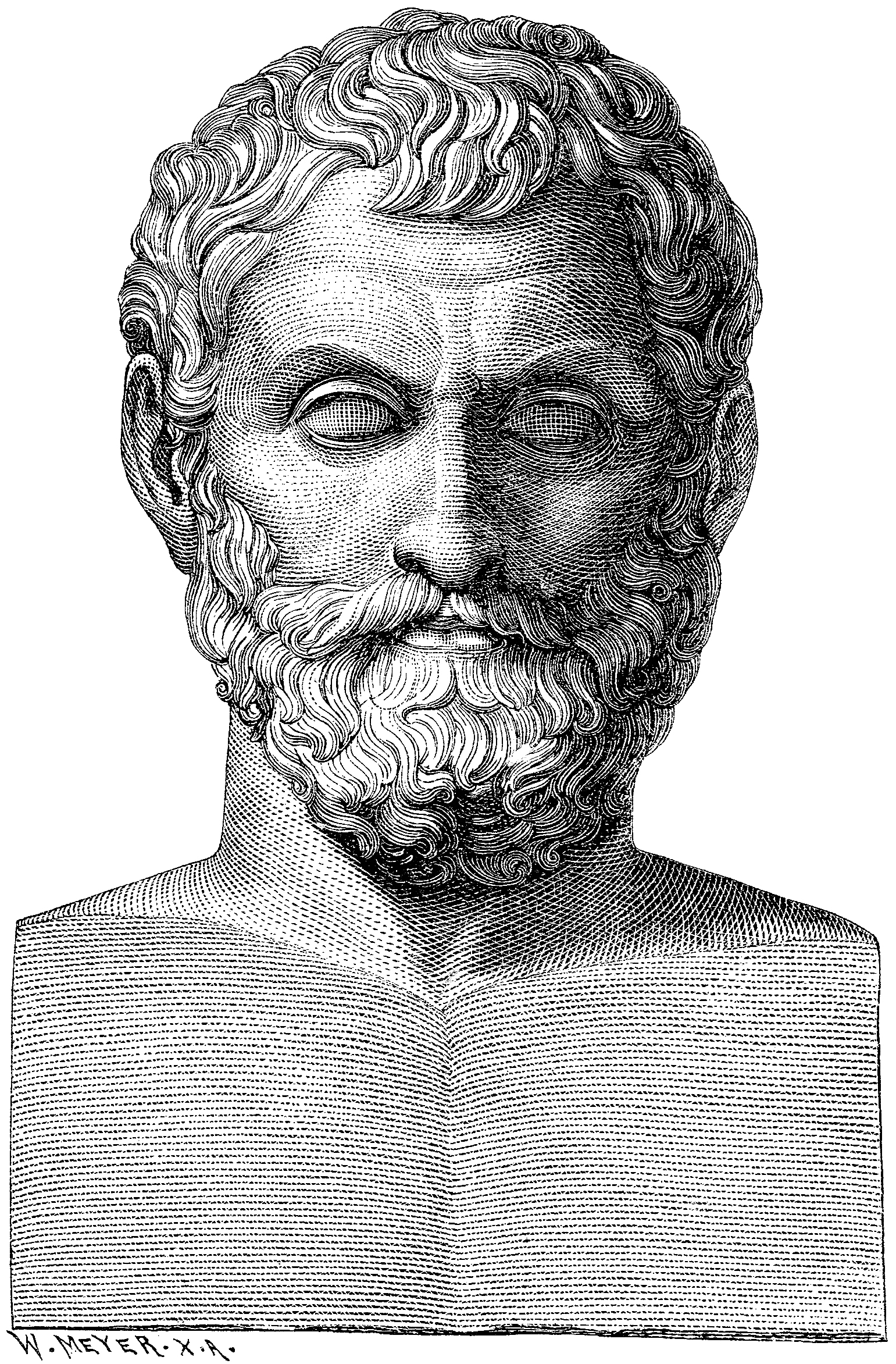

Thalès de Milet hay theo phiên âm tiếng Việt là Ta-lét (tiếng Hy Lạp: Θαλῆς ὁ Μιλήσιος; khoảng 624 TCN – khoảng 546 TCN), là một triết gia, một nhà toán học người Hy Lạp sống trước Socrates, người đứng đầu trong bảy nhà hiền triết của Hy Lạp. Ông cũng được xem là một nhà triết gia đầu tiên trong nền triết học Hy Lạp cổ đại, là "cha đẻ của khoa học". Tên của ông được dùng để đặt cho một định lý toán học do ông phát hiện ra.
Thales còn là thầy của Pythagoras, tác giả của định lý Pythagoras nổi tiếng.

## Đời sống
Thales sống trong khoảng thời gian từ năm 635 TCN– 578 TCN, ông sinh ra ở thành phố Miletos, một thành phố cổ trên bờ biển gần cửa sông Maeander (của Thổ Nhĩ Kỳ).
Tuổi thọ của ông không được biết một cách chính xác. Có hai nguồn: một nguồn cho là ông sống khoảng 90 tuổi, còn một nguồn khác cho là ông sống khoảng 80 tuổi.

## Các học thuyết
Trước Thales, người Hy Lạp giải thích nguồn gốc tự nhiên của thế giới, vạn vật qua các câu truyện thần thoại của chúa trời, của các vị thần và các anh hùng. Các hiện tượng như sấm, sét hay động đất được cho là do các vị thần trong tự nhiên.

### Triết học

#### Tổng quan
Thales là nhà triết học đầu tiên. Ông đã thành lập trường phái Milet. Theo đánh giá của Aristotle, Thales là người sáng lập ra triết học duy vật sơ khai.

#### Nước là khởi nguyên

##### Nội dung
Ông quan niệm toàn bộ thế giới của chúng ta được khởi nguồn từ nước. Nước là bản chất chung của tất cả mọi vật, mọi hiện tượng trong thế giới. Mọi cái trên thế gian đều khởi nguồn từ nước và khi bị phân hủy lại biến thành nước. Thales có nói như thế này:
| “ | Mọi vật đều sinh ra từ nước; thứ nhất bản nguyên của mọi động vật là tinh dịch, mà tinh dịch thì ẩm ướt; thứ hai, mọi thực vật đều sống bằng nước và đâm hoa kết trái nhờ nước, sẽ khô héo nếu thiếu nước; thứ ba, bản thân ánh sáng của mặt trời và các thiên thể cũng tiêu thụ hơi nước, giống như bản thân vũ trụ. | ” |

Đối với Thales, thế giới này không gì khác hơn đó là những trạng thái khác nhau của nước. Bao bọc xung quanh chúng ta là các đại dương. Động đất chẳng qua chỉ là sự va chạm giữa Trái Đất và sóng biển trong bão.
Thales cũng cho rằng, Trái Đất cũng chỉ là các đĩa khổng lồ đang trôi nổi trên nước. Ông cũng đưa ra sự phân định cho nó, gồm 5 vùng:
- Bắc cực nhìn thấy được.
- Hạ chí
- Xuân phân
- Đông chí
- Nam cực không nhìn thấy được.

##### Ý nghĩa và những nhận xét
Với quan niệm nước là khởi nguyên của thế giới, của mọi sự vật, hiện tượng. Ông đã đưa yếu tố duy vật vào trong quan niệm triết học giải thích về thế giới. Thế giới được hình thành từ một dạng vật chất cụ thể là nước chứ không phải do chúa trời hay các vị thần.
Xét về mặt bản thể luận, quan niệm của Thales mặc dù còn mộc mạc thô sơ nhưng đã hàm chứa những yếu tố của biện chứng tự phát. Nước đã trở thành một khái niệm triết học, là cái quy định sử chuyển biến từ dạng vật chất này sang dạng vật chất khác, là cái tạo nên sự thống nhất của thế giới, là cái gắn kết cái đơn và cái đa, là sự chứa đựng tiềm tàng giữa cái bản chất và hiện tượng.
Tuy nhiên, nước trong quan niệm của nhà triết học này vẫn còn mang tính thần thoại. Anaximenes cho rằng ở Thales có sự nhầm lẫn giữa bản chất và điều kiện. Theo ông, nước là điều kiện chứ không phải là bản chất của vạn vật như Thales vẫn nghĩ. Thêm vào đó, khi sử dụng khái niệm nước để chỉ nguồn gốc của thế giới, Thales lại không giải thích được những hiện tượng vật lý như từ tính của nam châm hay những hiện tượng khác.
Alexander Ivanovich Herzen đã nhận xét như sau về nước trong triết học của Thales:
| “ | Vậy ở đâu trong tự nhiên, trong vùng chuyển biến không ngừng đó, nơi mà chúng ta khong nhìn thấy cùng một số đặc điểm ở hai lần; ở đâu trong nó ta tìm được khởi nguyên chung, ít nhất là tìm ra được một phương diện mà thể hiện chính xác nhất tư tưởng về sự thống nhất và sự đứng im trong sự đa dạng luôn biến đổi của thế giới vật lý? Không có gì có thể tự nhiên hơn là việc coi nước là khởi nguyên của các tính chất đó. Nó không có một hình thức xác định, đứng im, nó ở khắp nơi có sự sống; nó là vận động vĩnh hằng và bình yên vĩnh hằng... Đương nhiên, khi coi nước là khởi nguyên của mọi thứ, Thales đã nhận thấy ở nó nhiều hơn là nước đang chảy trong sông ngòi. Đối với ông, nước không những là một chất khác với những chất khác-đất, không khí, mà còn là một chất hòa tan luôn chảy đi nói chung, trong đó mọi thức đều bị tan ra và từ đó mọi thứ được hình thành; chất cứng lắng xuống trong nước, chất nhẹ bốc hơi lên từ đó; nó đối với Thales còn là hình ảnh tư duy, trong đó mọi thứ hiện hữu bị lột vỏ và được giữ lại. Chỉ với nghĩa đó, nghĩa rộng, có đầy đủ tư tưởng, thi nước kinh nghiệm với tư cách là khởi nguyên mới nhận được một nội dung đích thực triết học | ” |

#### Quan niệm đồng nhất
Thales đã cho rằng chết không khác gì sống. Đây là một cuộc đối thoại được ghi lại:
| “ | Người ta hỏi Thales: sống khác gì chết? Không có gì khác Vậy tại sao ông lại không chết đi? Vì không có gì khác nhau cả | ” |

### Hình học

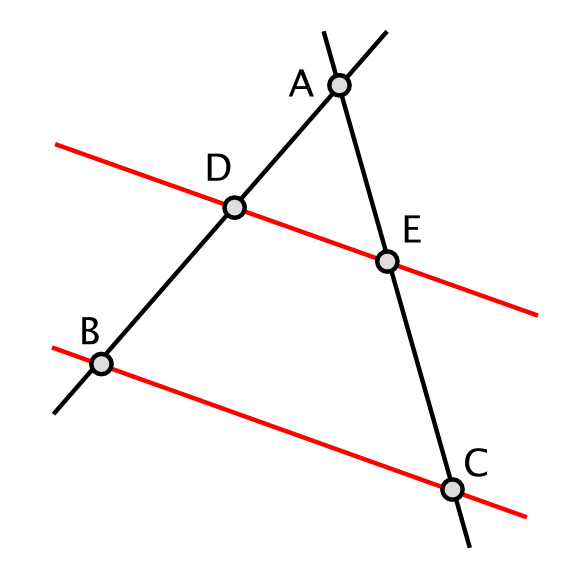
Định lý Thales:

- Định lý Thales: Nếu một đường thẳng song song với một cạnh của tam giác và cắt hai cạnh còn lại thì nó định ra trên hai cạnh đó các đoạn thẳng tương ứng tỉ lệ.[7]
  - Góc chắn nửa đường tròn thì bằng một góc vuông.
  - Đường kính chia đôi đường tròn thành hai phần bằng nhau.
  - Hai góc đáy của tam giác cân thì bằng nhau.
  - Hai tam giác nếu có hai cặp góc đối và cặp cạnh tương ứng bằng nhau thì bằng nhau (trường hợp góc - cạnh - góc).
  - Hai góc đối đỉnh thì bằng nhau.

### Thiên văn học
Thales là người đầu tiên nghiên cứu về thiên văn học, hiểu biết về hiện tượng nhật thực diễn ra do mặt trăng che khuất mặt trời. Ông cũng nghĩ ra phương pháp đo chiều cao của các kim tự tháp Ai Cập căn cứ vào bóng của chúng. Ông tính được 1 năm có 365 ngày, dự đoán chính xác hiện tượng nhật thực toàn phần sẽ xảy ra vào ngày 25 tháng 5 năm 585 TCN trên xứ Ionie vì vậy đã ngăn được cuộc chiến tương tàn giữa hai thành bang Lydiens và Medes. Thales được coi là người đầu tiên đặt vấn đề nghiên cứu về sự sống ngoài Trái Đất.

## Câu nói
| “ | Tôi cảm ơn số phận về ba điều: thứ nhất, vì tôi sinh ra là người chứ không phải là thú vật; thứ hai, vì tôi là người đàn ông chứ không phải là đàn bà; thứ ba, người Hy Lạp chứ không phải dân man rợ. | ” |